# ラジオ日本ニュース
ラジオ日本ニュースは、2012年10月1日から放送されている、RFラジオ日本の報道番組。

## 概要
- 開局当初から1977年12月31日までは毎日新聞の資本関係があったため、夕方の神奈川新聞協賛による『京浜ニュース』を除き、『毎日新聞ニュース』として放送された。
- その後、プロ野球・読売ジャイアンツ主催試合中継に関連して、毎日新聞から資本を譲り受けた読売新聞が支援していたため、2012年9月30日までは『読売新聞ニュース』を名乗っていたが、2012年10月1日からはニュースソースにNNN（日本テレビ系列）が加わったため『ラジオ日本ニュース』に改題した。
- 専用のBGMがあり、ニュースが始まる際のBGM、そして天気予報時のBGMが別々に存在する。他地域では東海ラジオ（放送エリアは愛知県，岐阜県，三重県）にもみられる特徴である。
- ニュースが終わると、担当アナウンサーが「以上、ラジオ日本ニュースは読売新聞社とNNN配信のニュースからお伝えしました」とアナウンスする。また、ニュースに続く「天気予報」や「今朝の話題（5:00にのみ放送）」が終了すると「お聴きの放送は、FM92.4、AM1422、ラジオ日本です」とアナウンスする。こうしたアナウンスは和歌山放送（放送エリアは和歌山県）にもみられる。
- 国会関係のニュースが入ると、まれに国会記者会館からラジオ日本記者（主に高倉亨）のリポートを、生中継で放送する。

## ラジオ日本ニュース・天気予報、交通情報

### ラジオ日本ニュース・天気予報

#### 放送形式
- 一日複数回、ワイド番組に内包、ないしは独立させた形態で5分 - 10分間放送（番組表の「ラジオ日本ニュース・天気予報」に該当するもの）。

- 毎日5:00の放送分を除き、全時間帯において天気予報もニュースに続き放送される。
- 天気予報の対象地域は、東京都・神奈川県・埼玉県・千葉県の1都3県、地域の呼称は関東南部。
- ラジオ日本では基本的に、ほとんどの時間帯のニュースをフリーアナウンサーが担当している。ラジオ日本所属のアナウンサーでも、ワイド番組を担当する加藤裕介や、一部の野球実況担当や競馬中継担当のアナウンサーは、定時ニュースを担当しない。

- 土曜・日曜の日中のニュース担当アナウンサーは、両日16:40から放送の「サタデー・サンデースポーツトピックス」も担当する。
- 交通情報では、現在は主に、神奈川センター・東京（警視庁）・九段センター、週末は東名管制室から道路状況が報告される。2016年3月までは千葉センターからの報告もあった。

#### 現在（2024年7月現在）の放送時間
- ワイド番組内における放送時間は目安。
- 「Ｎ」は「ニュース」を表す。
- 特別番組放送の場合は休止されることがある。
  - 2020東京五輪期間中における「東京2020オリンピックハイライト」の放送など

| 時                     | 月曜日                                                                                                   | 火曜日                                                                                                   | 水曜日                                                                                                   | 木曜日                                                                                                 | 金曜日                                                                            |
| ---------------------- | --- | --- | --- | --- | --------------------------------------------------------------------------------- |
| 5                      | - 00 単独番組 Ｎ - 55 単独番組 Ｎ・天気                                                                  | - 00 単独番組 Ｎ - 55 単独番組 Ｎ・天気                                                                  | - 00 単独番組 Ｎ - 55 単独番組 Ｎ・天気                                                                  | - 00 単独番組 Ｎ - 55 単独番組 Ｎ・天気                                                                | - 00 単独番組 Ｎ - 55 単独番組 Ｎ・天気                                           |
| 6                      | 岩瀬惠子のスマートNEWS - Ｎ・天気：6:35，7:00，7:30，8:00，8:30 - 交通情報：6:35，7:00，7:15，7:30，8:00 | 岩瀬惠子のスマートNEWS - Ｎ・天気：6:35，7:00，7:30，8:00，8:30 - 交通情報：6:35，7:00，7:15，7:30，8:00 | 岩瀬惠子のスマートNEWS - Ｎ・天気：6:35，7:00，7:30，8:00，8:30 - 交通情報：6:35，7:00，7:15，7:30，8:00 | 町亞聖のスマートNEWS - Ｎ・天気：6:35，7:00，7:30，8:00，8:30 - 交通情報：6:35，7:00，7:15，7:30，8:00 |                                                                                   |
| 7                      | 岩瀬惠子のスマートNEWS - Ｎ・天気：6:35，7:00，7:30，8:00，8:30 - 交通情報：6:35，7:00，7:15，7:30，8:00 | 岩瀬惠子のスマートNEWS - Ｎ・天気：6:35，7:00，7:30，8:00，8:30 - 交通情報：6:35，7:00，7:15，7:30，8:00 | 岩瀬惠子のスマートNEWS - Ｎ・天気：6:35，7:00，7:30，8:00，8:30 - 交通情報：6:35，7:00，7:15，7:30，8:00 | 町亞聖のスマートNEWS - Ｎ・天気：6:35，7:00，7:30，8:00，8:30 - 交通情報：6:35，7:00，7:15，7:30，8:00 | Listen to to too! - Ｎ・天気：8:00 - 交通情報：8:00                               |
| 8                      | 岩瀬惠子のスマートNEWS - Ｎ・天気：6:35，7:00，7:30，8:00，8:30 - 交通情報：6:35，7:00，7:15，7:30，8:00 | 岩瀬惠子のスマートNEWS - Ｎ・天気：6:35，7:00，7:30，8:00，8:30 - 交通情報：6:35，7:00，7:15，7:30，8:00 | 岩瀬惠子のスマートNEWS - Ｎ・天気：6:35，7:00，7:30，8:00，8:30 - 交通情報：6:35，7:00，7:15，7:30，8:00 | 町亞聖のスマートNEWS - Ｎ・天気：6:35，7:00，7:30，8:00，8:30 - 交通情報：6:35，7:00，7:15，7:30，8:00 | Listen to to too! - Ｎ・天気：8:00 - 交通情報：8:00                               |
| 9                      | SWEET!! - Ｎ・天気：9:55，11:00 - 交通情報：9:30，10:30，11:30                                           | SWEET!! - Ｎ・天気：9:55，11:00 - 交通情報：9:30，10:30，11:30                                           | SWEET!! - Ｎ・天気：9:55，11:00 - 交通情報：9:30，10:30，11:30                                           | SWEET!! - Ｎ・天気：9:55，11:00 - 交通情報：9:30，10:30，11:30                                         | SWEET!! FridayEdition - Ｎ・天気：9:55，11:00 - 交通情報：9:30，10:30             |
| 10                     | SWEET!! - Ｎ・天気：9:55，11:00 - 交通情報：9:30，10:30，11:30                                           | SWEET!! - Ｎ・天気：9:55，11:00 - 交通情報：9:30，10:30，11:30                                           | SWEET!! - Ｎ・天気：9:55，11:00 - 交通情報：9:30，10:30，11:30                                           | SWEET!! - Ｎ・天気：9:55，11:00 - 交通情報：9:30，10:30，11:30                                         | SWEET!! FridayEdition - Ｎ・天気：9:55，11:00 - 交通情報：9:30，10:30             |
| 11                     | SWEET!! - Ｎ・天気：9:55，11:00 - 交通情報：9:30，10:30，11:30                                           | SWEET!! - Ｎ・天気：9:55，11:00 - 交通情報：9:30，10:30，11:30                                           | SWEET!! - Ｎ・天気：9:55，11:00 - 交通情報：9:30，10:30，11:30                                           | SWEET!! - Ｎ・天気：9:55，11:00 - 交通情報：9:30，10:30，11:30                                         | SWEET!! FridayEdition - Ｎ・天気：9:55，11:00 - 交通情報：9:30，10:30             |
| - 55 単独番組 Ｎ・天気 | | | | |                                                                                   |
| 12                     | 加藤裕介の横浜ポップJ - Ｎ・天気：12:30，13:55 - 交通情報：14:05，14:30                                  | 加藤裕介の横浜ポップJ - Ｎ・天気：12:30，13:55 - 交通情報：14:05，14:30                                  | 加藤裕介の横浜ポップJ - Ｎ・天気：12:30，13:55 - 交通情報：14:05，14:30                                  | 加藤裕介の横浜ポップJ - Ｎ・天気：12:30，13:55 - 交通情報：14:05，14:30                                | Happy Voice! from YOKOHAMA - Ｎ・天気：12:30，13:55 - 交通情報：14:05，14:30      |
| 13                     | 加藤裕介の横浜ポップJ - Ｎ・天気：12:30，13:55 - 交通情報：14:05，14:30                                  | 加藤裕介の横浜ポップJ - Ｎ・天気：12:30，13:55 - 交通情報：14:05，14:30                                  | 加藤裕介の横浜ポップJ - Ｎ・天気：12:30，13:55 - 交通情報：14:05，14:30                                  | 加藤裕介の横浜ポップJ - Ｎ・天気：12:30，13:55 - 交通情報：14:05，14:30                                | Happy Voice! from YOKOHAMA - Ｎ・天気：12:30，13:55 - 交通情報：14:05，14:30      |
| 14                     | 加藤裕介の横浜ポップJ - Ｎ・天気：12:30，13:55 - 交通情報：14:05，14:30                                  | 加藤裕介の横浜ポップJ - Ｎ・天気：12:30，13:55 - 交通情報：14:05，14:30                                  | 加藤裕介の横浜ポップJ - Ｎ・天気：12:30，13:55 - 交通情報：14:05，14:30                                  | 加藤裕介の横浜ポップJ - Ｎ・天気：12:30，13:55 - 交通情報：14:05，14:30                                | Happy Voice! from YOKOHAMA - Ｎ・天気：12:30，13:55 - 交通情報：14:05，14:30      |
| 15                     | 夏木ゆたかのホッと歌謡曲 - Ｎ・天気：16:00，17:00 - 交通情報：15:30，16:30，17:30                        | 夏木ゆたかのホッと歌謡曲 - Ｎ・天気：16:00，17:00 - 交通情報：15:30，16:30，17:30                        | 夏木ゆたかのホッと歌謡曲 - Ｎ・天気：16:00，17:00 - 交通情報：15:30，16:30，17:30                        | 夏木ゆたかのホッと歌謡曲 - Ｎ・天気：16:00，17:00 - 交通情報：15:30，16:30，17:30                      | 夏木ゆたかのホッと歌謡曲 - Ｎ・天気：16:00，17:00 - 交通情報：15:30，16:30，17:30 |
| 16                     | 夏木ゆたかのホッと歌謡曲 - Ｎ・天気：16:00，17:00 - 交通情報：15:30，16:30，17:30                        | 夏木ゆたかのホッと歌謡曲 - Ｎ・天気：16:00，17:00 - 交通情報：15:30，16:30，17:30                        | 夏木ゆたかのホッと歌謡曲 - Ｎ・天気：16:00，17:00 - 交通情報：15:30，16:30，17:30                        | 夏木ゆたかのホッと歌謡曲 - Ｎ・天気：16:00，17:00 - 交通情報：15:30，16:30，17:30                      | 夏木ゆたかのホッと歌謡曲 - Ｎ・天気：16:00，17:00 - 交通情報：15:30，16:30，17:30 |
| 17                     | 夏木ゆたかのホッと歌謡曲 - Ｎ・天気：16:00，17:00 - 交通情報：15:30，16:30，17:30                        | 夏木ゆたかのホッと歌謡曲 - Ｎ・天気：16:00，17:00 - 交通情報：15:30，16:30，17:30                        | 夏木ゆたかのホッと歌謡曲 - Ｎ・天気：16:00，17:00 - 交通情報：15:30，16:30，17:30                        | 夏木ゆたかのホッと歌謡曲 - Ｎ・天気：16:00，17:00 - 交通情報：15:30，16:30，17:30                      | 夏木ゆたかのホッと歌謡曲 - Ｎ・天気：16:00，17:00 - 交通情報：15:30，16:30，17:30 |
| - 50 単独番組 Ｎ・天気 | | | | |                                                                                   |
| 18                     | マツラジ - Ｎ・天気：18:50 - 交通情報：18:50                                                             | 60TRY部 - Ｎ・天気：18:50                                                                                | 60TRY部 - Ｎ・天気：18:50                                                                                | KOBE JAZZ-PHONIC RADIO - Ｎ・天気：18:50                                                               | アナログ・コネクション - Ｎ・天気：18:50                                          |
| 19                     | マツラジ - Ｎ・天気：18:50 - 交通情報：18:50                                                             | 60TRY部 - Ｎ・天気：18:50                                                                                | 60TRY部 - Ｎ・天気：18:50                                                                                | KOBE JAZZ-PHONIC RADIO - Ｎ・天気：18:50                                                               | アナログ・コネクション - Ｎ・天気：18:50                                          |
| 20                     | マツラジ - Ｎ・天気：18:50 - 交通情報：18:50                                                             | 60TRY部 - Ｎ・天気：18:50                                                                                | 60TRY部 - Ｎ・天気：18:50                                                                                | KOBE JAZZ-PHONIC RADIO - Ｎ・天気：18:50                                                               | アナログ・コネクション - Ｎ・天気：18:50                                          |
| 21                     | | - 35 単独番組 Ｎ・天気                                                                                   | - 35 単独番組 Ｎ・天気                                                                                   | - 35 単独番組 Ｎ・天気                                                                                 | - 35 単独番組 Ｎ・天気                                                            |

| 時 | 土曜日 | 日曜日 |
| -- | --- | --- |
| 5  | - 00 単独番組 Ｎ                                                                                              | - 00 単独番組 Ｎ                                                                                              |
| 6  | | |
| 7  | - 00 単独番組 Ｎ                                                                                              | - 00 単独番組 Ｎ                                                                                              |
| 7  | - 50 単独番組 Ｎ・天気 - 55 単独番組 交通情報                                                                 | |
| 8  | | - 00 単独番組 Ｎ・天気 - 05 単独番組 交通情報                                                                 |
| 9  | ラジオ日本 土曜・日曜競馬実況中継 - Ｎ・天気 10:55，12:00，13:55，14:55，15:55 - 交通情報 11:35，13:05，16:10 | ラジオ日本 土曜・日曜競馬実況中継 - Ｎ・天気 10:55，12:00，13:55，14:55，15:55 - 交通情報 11:35，13:05，16:10 |
| 10 | ラジオ日本 土曜・日曜競馬実況中継 - Ｎ・天気 10:55，12:00，13:55，14:55，15:55 - 交通情報 11:35，13:05，16:10 | ラジオ日本 土曜・日曜競馬実況中継 - Ｎ・天気 10:55，12:00，13:55，14:55，15:55 - 交通情報 11:35，13:05，16:10 |
| 11 | ラジオ日本 土曜・日曜競馬実況中継 - Ｎ・天気 10:55，12:00，13:55，14:55，15:55 - 交通情報 11:35，13:05，16:10 | ラジオ日本 土曜・日曜競馬実況中継 - Ｎ・天気 10:55，12:00，13:55，14:55，15:55 - 交通情報 11:35，13:05，16:10 |
| 12 | ラジオ日本 土曜・日曜競馬実況中継 - Ｎ・天気 10:55，12:00，13:55，14:55，15:55 - 交通情報 11:35，13:05，16:10 | ラジオ日本 土曜・日曜競馬実況中継 - Ｎ・天気 10:55，12:00，13:55，14:55，15:55 - 交通情報 11:35，13:05，16:10 |
| 13 | ラジオ日本 土曜・日曜競馬実況中継 - Ｎ・天気 10:55，12:00，13:55，14:55，15:55 - 交通情報 11:35，13:05，16:10 | ラジオ日本 土曜・日曜競馬実況中継 - Ｎ・天気 10:55，12:00，13:55，14:55，15:55 - 交通情報 11:35，13:05，16:10 |
| 14 | ラジオ日本 土曜・日曜競馬実況中継 - Ｎ・天気 10:55，12:00，13:55，14:55，15:55 - 交通情報 11:35，13:05，16:10 | ラジオ日本 土曜・日曜競馬実況中継 - Ｎ・天気 10:55，12:00，13:55，14:55，15:55 - 交通情報 11:35，13:05，16:10 |
| 15 | ラジオ日本 土曜・日曜競馬実況中継 - Ｎ・天気 10:55，12:00，13:55，14:55，15:55 - 交通情報 11:35，13:05，16:10 | ラジオ日本 土曜・日曜競馬実況中継 - Ｎ・天気 10:55，12:00，13:55，14:55，15:55 - 交通情報 11:35，13:05，16:10 |
| 16 | ラジオ日本 土曜・日曜競馬実況中継 - Ｎ・天気 10:55，12:00，13:55，14:55，15:55 - 交通情報 11:35，13:05，16:10 | ラジオ日本 土曜・日曜競馬実況中継 - Ｎ・天気 10:55，12:00，13:55，14:55，15:55 - 交通情報 11:35，13:05，16:10 |
| 17 | - 00 単独番組 Ｎ・天気 - 50 単独番組 Ｎ・天気                                                                 | - 00 単独番組 Ｎ・天気 - 50 単独番組 Ｎ・天気                                                                 |
| 18 | タブレット純 音楽の黄金時代 - Ｎ・天気 18:55                                                                  | - 55 単独番組 Ｎ・天気                                                                                        |

#### 担当アナウンサー
日によっては、担当するアナウンサーが異なる場合もある。
|                 | 月曜日   | 火曜日   | 水曜日                  | 木曜日   | 金曜日   | 土曜日     | 日曜日     |
| --------------- | -------- | -------- | ----------------------- | -------- | -------- | ---------- | ---------- |
| 10:00 - 18:00   | 中嶋絵美 | 上田敦史 | - 矢田雄二郎 - 細渕武揚 | 田島祐子 | 小沢尚美 | 竹本ゆきえ | 半澤美穂   |
| 18:00 - 翌10:00 | 柴崎啓志 | 竹内義貴 | 堀江政史                | 磯部恵美 | 辻史子   | 松本実優   | 本田将一郎 |

|                 | 月曜日 | 火曜日 | 水曜日 | 木曜日 | 金曜日 | 土曜日 | 日曜日   |
| --------------- | ------ | ------ | ------ | ------ | ------ | ------ | -------- |
| 10:00 - 18:00   | 辻史子 |        |        |        |        |        |          |
| 18:00 - 翌10:00 |        |        |        |        |        |        | 磯部恵美 |

## ニュース速報
上記「担当アナウンサー」が担当時間中に対応する。番組を中断する場合もあるが、早朝や夜間の収録番組放送中には、音楽の音量を下げてアナウンサーが声を上乗せすることで放送する場合も多い。
- ラジオ日本ニュース速報

重大ニュースが発生した場合、放送する。
- ラジオ日本気象情報

気象警報および竜巻注意情報（関東南部）、気象特別警報（日本全国）が発表された場合、放送する。なお、定時ニュースのはじめに放送する場合もある。
- ラジオ日本台風情報

関東南部に台風被害が発生した場合、ニュース速報と気象情報を統合した「ラジオ日本台風情報」として、放送する。
- ラジオ日本地震情報

地震の発生地域（優先順位は関東南部＞関東北部＞その他の道府県）によって、放送する基準が異なる。
- ラジオ日本鉄道情報

関東南部の鉄道路線が運転見合わせになった場合、放送する。なお、ラジオ日本（ラジオ関東）は開局当初から鉄道事業者（東急電鉄、京浜急行電鉄）との関係が深い。

## 過去の報道番組
- 日本全国・国際
  - 毎日新聞ニュース（1958年12月24日 - 1977年12月31日）
  - 読売新聞ニュース（1978年1月1日 - 2012年9月30日）
- 神奈川県
  - 京浜ニュース〔神奈川新聞〕（1958年12月24日 - 2003年9月）

| RFラジオ日本 報道番組 | RFラジオ日本 報道番組 | RFラジオ日本 報道番組 |
| 前番組                | 番組名                | 次番組                |
| --------------------- | --------------------- | --------------------- |
| 読売新聞ニュース      | ラジオ日本ニュース    | -                     |